# Steve Williams (wielrenner)
Steve Williams (8 mei 1973) is een Australisch voormalig wielrenner. In 2001 werd hij nationaal kampioen op de weg bij de elite. Vier jaar eerder was hij al eens derde geworden.

## Belangrijkste overwinningen
2000
- 4e etappe Herald Sun Tour

2001
- Australisch kampioen op de weg, Elite